# Bordertown (série télévisée américaine)
Pour les articles homonymes, voir Bordertown.
Bordertown est une série télévisée d'animation américaine de sitcom en treize épisodes de 20 à 22 minutes créée par Mark Hentemann, diffusée entre le 3 janvier et le 22 mai 2016 sur le réseau Fox.
En France la série a été diffusée sur le service Fox play, elle reste inédite dans les autres pays francophones.

## Synopsis
Bordertown se déroule dans la ville fictive de Mexifornia (qui est à la frontière de la Californie et du Mexique). Mexifornia est basée dans la ville de Calexico, en Californie, et partage un emplacement et une dynamique similaires à Mexifornia. Les deux personnages principaux sont Bud Buckwald et Ernesto Gonzalez. Bud est un agent frontalier qui vit au 25200 Cedar Road avec sa femme, Janice Buckwald, et leurs trois enfants, Sanford, Becky et Gert. Il vit à côté d’Ernesto Gonzalez, un immigrant ambitieux et un père de famille qui vit dans le pays depuis moins de 10 ans et qui est heureux d’être avec sa famille aux États-Unis.

## Fiche technique
Sauf indication contraire, les informations mentionnées dans cette section peuvent être confirmées par la base de données cinématographiques IMDb,  présente dans la section « Liens externes ».
- Titre original : Bordertown
- Réalisation : Bob Bowen, Jacob Hair, Albert Calleros, Oreste Canestrelli, Ray Claffey, Gavin Dell et Jack Perkins
- Scénario : Kenny Byerly, Mark Hentemann, Michael Kennedy, Vanessa Ramos, Jon Silberman, Nathaniel Stein, Isaac Gonzalez, Jason Reich, Lalo Alcaraz, Susan Hurwitz Arneson, Gustavo Arellano, Alex Carter, Valentina L. Garza, BJ Porter, Dan Vebber et Joel Hurwitz
- Photographie :
- Musique : Mark Mothersbaugh
- Casting : Julie Ashton
- Montage : Donnell Ebarrete et Chris Vallance
- Décors :
- Costumes :
- Animation : Bob Bowen, Kim Young-sik, Britton Kimmins, Acacia Caputo et Devin Roth
- Production :
  - Producteur codélégué : Alex Carter et Dan Vebber
  - Producteur délégué : Mark Hentemann et Seth MacFarlane
  - Producteur de l'animation : Joel Kuwahara, Mark McJimsey, Scott D. Greenberg et Andi Raab
  - Producteur consultant : Lalo Alcaraz et Gustavo Arellano
  - Producteur superviseur : Valentina L. Garza et BJ Porter
  - Coproducteur : Christian Lander
  - Producteur associé : David Wilcox
- Sociétés de production : Hentemann Films, Fuzzy Door Productions, 20th Century Fox Television
- Société de distribution : 20th Television
- Chaîne d'origine : Fox
- Pays d'origine :  États-Unis
- Langue originale : anglais
- Genre : Sitcom d'animation
- Durée : 20 à 22 minutes

## Distribution

### Voix originales

#### Acteurs principaux et secondaires
- Hank Azaria : Bud Buckwald
- Nicholas Gonzalez : Ernesto Gonzalez
- Judah Friedlander : Sanford Buckwald
- Missi Pyle : Gert Buckwald
- Alex Borstein : Becky Buckwald
- Carlos Alazraqui : El Coyote
- Stephanie Escajeda : Maria
- John Viener
- Zach Villa : Carlos Sanchez
- Mark Hentemann : Bryce
- BJ Porter : Bob Mothers
- César Zamora

#### Invités
- David Forseth
- Max Arciniega
- Seth MacFarlane : Peter Griffin
- Freddie Prinze Jr.
- Efren Ramirez

### Voix françaises
- Laurent Morteau : Ernesto Gonzalez
- Brigitte Virtudes : Becky Buckwald et Janice
- Christophe Desmottes : Sanford Buckwald, Carlos Sanchez et Ruiz Gonzalez

 Source et légende : version française (VF) sur RS Doublage

## Épisodes
1. The Engagement
2. Borderwall
3. Megachurch
4. High School Football
5. Groundhog Day
6. J.C. Strikes
7. Drug Lord
8. Santa Ana Winds
9. Heart Attack
10. Wildfire
11. La Fiesta Noche Show
12. American Doll
13. Viva Coyote